# Duman
Duman (tur.: Dym) – turecki zespół rockowy, założony w Stambule w 1999 roku przez Kaan Tangöze (wokal, gitara prowadząca), Batuhan Mutlugil (gitara rytmiczna, wokal) i Ari Barokas (gitara basowa, wokal).

## Historia
Historia zespołu zaczyna się na początku lat 90. wtedy to Kaan Tangöze i Ari Barokas poznali się i założyli rockowy zespół Mad Madame. Zespół rozpadł się z powodu wyjazdu Kaana na studia do Seattle w Stanach Zjednoczonych. Podczas pobytu w Stanach Tangöze pisał teksty i komponował utwory, które miał nadzieje nagrać po powrocie do ojczyzny. Gdy Tangöze wrócił do Turcji, razem z Ari Barokasem i Batuhanem Mutlugilem, założył Duman. Zespół powstał w 1999 roku. Nazwa grupy pochodzi od tytułu jednej z piosenek – „Halimiz Duman” i można ją przetłumaczyć jako dym.
Pierwszy album Duman „Eski Köprünün Altında” został wydany w 1999 roku przez wytwórnię płytową NR1 Müzik. Autorem prawie wszystkich kompozycji na płycie jest Kaan Tangöze. Płyta okazała się sukcesem, a wydawca albumu współpracował z zespołem przez kolejne dziewięć lat. Zespół miał jednak jeden problem – brak stałego perkusisty. W końcu do Duman dołączył Alen Konakoğlu, który po wydaniu drugiej płyty „Belki Alışman Lazım” został stałym członkiem grupy.
Na drugiej płycie „Belki Alışman Lazım”, wydanej w 2002 znalazły się utwory bardziej poważne i melancholijne niż na pierwszym krążku. Głównym autorem kompozycji na płycie, z nielicznymi wyjątkami, jest wokalista Kaan Tangöze. Na albumie znalazł się także jeden cover nagrany przez Duman, utwór „Her Şeyi Yak”. Płyta okazała się dużym sukcesem i ugruntowała pozycję Duman na tureckim rynku muzycznym.
W 2003 roku Duman wydał album koncertowy „Konser”. Utwory, które znalazły się na płycie pochodzą z czterech zarejestrowanych przez zespół koncertów, które odbyły się 16 marca, 16 maja oraz 15 i 27 czerwca 2003 w Stambule. Oprócz autorskich kompozycji Duman na płycie znalazły się także covery popularnych tureckich utworów – „Gurbet”, „Çile Bülbülüm” i „Olmadı Yar”.
W 2004 roku Duman wypuścił płytę DVD pt. „Bu Akşam” z zapisem koncertu w İstanbul Bostancı Gösteri Merkezi, który odbył się 3 października 2003 roku. Oprócz koncertu na płycie znalazły się także teledyski i fragmenty programów telewizyjnych z udziałem zespołu, wywiady, zdjęcia oraz dyskografia Duman.
Trzecia, studyjna płyta zespołu „Seni Kendime Sakladım” ukazała się w 2005 roku. Album otwiera utwór „Özgürlüğün Ülkesi” (pol. „Kraj wolności”), który jest jedynym zaangażowanym politycznie tekstem napisanym przez Kaana Tangöze, będący krytyką działań wojennych wojsk amerykańskich w Iraku.
W 2005 roku jeden z utworów Duman „İstanbul” znalazł się w filmie dokumentalnym Fatiha Akina pt. „Życie jest muzyką” (ang. „Crossing the Bridge: The Sound of Istanbul”).
W 2006 roku zespół na chwilę zawiesił działalność, spowodowane to było powołaniem do wojska (w Turcji służba wojskowa jest obowiązkowa) dwóch członków zespołu – Kaana Tangöze i Batuhana Mutlugila. Po odbyciu przez muzyków służby Duman powrócił do koncertowania i komponowania utworów na kolejne albumy.
W 2007 roku ukazała się składanka studyjnych nagrań grupy pt. „En Güzel Günüm Gecem 1999–2006”. Wydanie składa się z dwóch płyt – CD i DVD. Na płycie CD znalazły się najpopularniejsze utwory zespołu, a na płycie DVD – wszystkie, do tego momentu wydane, teledyski Duman.
Rok później zespół wydał kolejną koncertową płytę o tytule „Rock’n Coke Konseri”. Album składa się z nagrania audio i relacji video z koncertu Duman na festiwalu Rock'n Coke w Stambule, który odbył się 2 września 2006 roku.
Tymczasem, w 2007, zespół zmienił perkusistę i Alen’a Konakoğlu zastąpił Cengiz Baysal.
W 2009 roku Duman zmienił wytwórnie płytową i podpisał kontrakt z Sony Music. Zaraz po tym ukazał się podwójny album grupy zatytułowany „Duman I” i „Duman II”. Na obu płytach znalazło się więcej utworów skomponowanych przez pozostałych członków zespołu, nie tylko przez Kaan’a Tangöze, niż miało to miejsce na poprzednich albumach.
Dwa lata później, w 2011 roku, ukazał się „Canlı” – trzeci koncertowy album Duman, wydany przez wytwórnię płytową Pasaj Müzik. Na płycie znalazły się koncertowe nagrania utworów pochodzących głównie z dwóch ostatnich płyt zespołu „Duman I” i „Duman II”, oraz akustyczne wersje niektórych z nich. Oprócz autorskich kompozycji Duman na płycie znalazły się również covery piosenek innych wykonawców „Sen Yoksun Diye” i „Kara Toprak”.

## Dyskografia
- 1999: Eski Köprünün Altında
- 2002: Belki Alışman Lazım
- 2003: Konser
- 2004: Bu Akşam (VCD/DVD)
- 2005: Seni Kendime Sakladım
- 2007: En Güzel Günüm Gecem 1999–2006 (CD+DVD)
- 2008: Rock’n Coke Konseri (CD+DVD)
- 2009: Duman I, Duman II
- 2011: Canlı
- 2013: Darmaduman